# Vasco Regini
Vasco Regini (* 9. September 1990 in Cesena) ist ein italienischer Fußballspieler.

## Karriere

### Verein
Regini begann seine Karriere in der Jugend von AC Cesena und durchlief diese, bis er in den Profikader aufgenommen wurde. Dort absolvierte er in zwei Jahren lediglich zehn Spiele und wechselte zu Sampdoria Genua.
Von 2010 bis 2011 war Regini an die US Foggia verliehen und absolvierte 31 Spiele, wobei ihm ein Tor gelang. Danach wurde er für ein Jahr an den FC Empoli verliehen, der ihn 2012 fest verpflichtete und mit dem er 2013 in den Play-Offs dem AS Livorno um den Aufstieg in die Serie A unterlag. Insgesamt absolvierte er 73 Ligaspiele, in denen er ein Tor erzielte. 2013 wechselte Regini zurück zu Sampdoria Genua.
In der Winterpause 2015/16 wurde er an den SSC Neapel verliehen, kam jedoch zu lediglich einem Einsatz und kehrte nach Ablauf der Leihe, im Sommer 2016, zurück zu Sampdoria.

### Nationalmannschaft
Regini spielte von 2008 bis 2011 13-mal für die U-20 Italiens, doch danach wurde er nicht weiter berücksichtigt. Erst zur Vorbereitung auf die U-21-EM 2013 wurde er in den Kader der U-21-Mannschaft aufgenommen und nahm mit dieser unter Devis Mangia auch am Turnier teil, bei dem man jedoch im Finale der Spanischen Mannschaft unterlag.

## Erfolge
- U-21-Vize-Europameister: 2013